# Sisowath Phandaravong
Sisowath Phandaravong es un diplomático Camboyano retirado.
- Neak Ang Reachavong (Principe) Sisowath Phandaravong es un sobrino de Norodom Sihanouk.
- Fue Agregado Comercial de Hong Kong.
- De 1969 a 1970 fue director general de société de distribution des produits importés (SONAPRIM).
- En 1989 fue residente de SONAPRIM en Tailandia.
- De 1999 a 2001 fue Embajador en Bandar Seri Begawan (Brunéi).
- De 2001 a 2004 fue Embajador en Berlín (Alemania).[1]